# Пам'ятник Корнілову
Па́м'ятник Корні́́́лову — пам'ятник російському адміралу Володимиру Корнілову встановлений 5 (17) жовтня 1895 року в Севастополі на Малаховому кургані на місці смертельного поранення адмірала. Автори — генерал-лейтенант О. О. Більдерлінг і скульптор академік І. М. Шредер. Відновлений (після руйнації в роки радянсько-німецької війни) 1983 року, до святкування 200-річчя заснування Севастополя. Автори проєкту народний художник України професор М. К. Вронський і заслужений художник-архітектор України В. Г. Гнєздилов. Загальна висота пам'ятника — 9,1 метра, скульптори адмірала — 3 метри.

## З історії
5 (17) жовтня 1854 року близько 11 години дня Володимир Корнілов прибув на Малахів курган. Оглянувши позиції і нижній ярус вежі, вирішив оглянути резерви в Ушаковій балці. Не встигши дійти кількох кроків до батареї № 28 (батареї Станіславського), де стояв його кінь, вороже ядро розтрощило йому ліву ногу біля паху. Смертельно поранений адмірал вимовив: «Відстоюйте ж Севастополь!» і знепритомнів. Лікар В. І. Павловський надав йому медичну допомогу. Але зусилля медиків були марні: того ж дня о пів на четверту віце-адмірал Корнілов помер. Одними з останніх його слів були: «Скажіть усім, як приємно вмирати, коли совість спокійна», потім, через годину: «Благослови, Господи, Росію і государя, врятуй Севастополь і флот».
За наказом адмірала П. С. Нахімова на місці смертельного поранення Корнілова севастопольський юнга Дмитро Бобир зі своїми товаришами-юнгами виклав хрест з ворожих бомб і ядер. Цей хрест став першим пам'ятником адміралу. У жовтні 1854 року за вказівкою імператора Миколи I бастіон на Малаховому кургані став іменуватись корніловським.

Фігура Петра Кішки

В кінці 19 століття скульптору І. П. Віталі замовили пам'ятник адміралу, але через хворобу він не здійснив свій задум. Проєкт пам'ятника розробили генерал-лейтенант від кавалерії художник О. О. Більдерлінг та скульптор, учасник оборони Севастополя, академік І. М. Шредер. У 1893 році почалося будівництво пам'ятника. Бронзові частини відлили на заводі Берда в Петербурзі, цокольну частину виконали з кримського діориту. На пробитому ядрами постаменті зображувалася частина укріплень Малахового кургану. Вінчала пам'ятник фігура смертельно пораненого адмірала. Спершись на ліву руку, він правою вказував на місто, на севастопольські укріплення. На постаменті написані слова адмірала. Тут же перераховані судна, якими командував В. О. Корнілов, і морські битви, в яких він брав участь. Нижче на пам'ятнику знаходилася фігура матроса Петра Кішки, що заряджає гармату.
У роки радянсько-німецької війни гітлерівці зруйнували монумент: бронзову частину вивезли, цоколь підірвали. В кінці 1970-х років почалися роботи з відновлення пам'ятника. Автори проекту, народний художник України професор М. К. Вронський і заслужений художник-архітектор України В. Г. Гнєздилов максимально точно відтворили оригінал. За основу взяли початковий варіант пам'ятника, модель якого зберігається в Центральному військово-морському музеї в Санкт-Петербурзі. Знову відкритий 7 вересня 1983 року.